# Kanton Saint-Germain-du-Puy
Saint-Germain-du-Puy is een kanton van het Franse departement Cher. Het kanton maakt deel uit van het arrondissement Bourges. Het werd opgericht bij decreet van 21 februari 2014 met uitwerking op 22 maart 2015 met Saint-Germain-du-Puy als hoofdplaats.

## Gemeenten
Het kanton omvat volgende 18 gemeenten: 
- Les Aix-d'Angillon
- Aubinges
- Azy
- Brécy
- La Chapelotte
- Henrichemont
- Humbligny
- Montigny
- Morogues
- Neuilly-en-Sancerre
- Neuvy-Deux-Clochers
- Parassy
- Rians
- Saint-Céols
- Saint-Germain-du-Puy
- Saint-Michel-de-Volangis
- Sainte-Solange
- Soulangis